# Ponthoux
Ponthoux foi uma comuna francesa na região administrativa de Borgonha-Franco-Condado, no departamento de Jura. Estendia-se por uma área de 2,18 km². Em 2010 a comuna tinha 92 habitantes (densidade: 42,2 hab./km²).
Em 1 de janeiro de 2016, passou a formar parte da comuna de Lavans-lès-Saint-Claude.